# Association des collèges privés du Québec
 (mai 2021).
Si vous disposez d'ouvrages ou d'articles de référence ou si vous connaissez des sites web de qualité traitant du thème abordé ici, merci de compléter l'article en donnant les références utiles à sa vérifiabilité et en les liant à la section « Notes et références ».
L’Association des collèges privés du Québec (ACPQ) regroupe les vingt-deux établissements privés agréés aux fins de subventions qui offrent un enseignement de niveau collégial à quelque quinze mille étudiants, à peu près également répartis entre des programmes techniques, qui conduisent directement au marché du travail, et des programmes préuniversitaires, qui conduisent à l’université.
Ces collèges sont agréés aux fins de subventions, c’est-à-dire qu’ils se sont qualifiés pour un financement public, par définition partiel puisqu’il s’agit d’établissements privés.